# Hercostomus transitorius
Hercostomus transitorius är en tvåvingeart som beskrevs av Octave Parent 1934. Hercostomus transitorius ingår i släktet Hercostomus och familjen styltflugor. Inga underarter finns listade i Catalogue of Life.